# فرهنگ در ویتنام
فرهنگ ویتنام طی هزاره‌ها دستخوش تغییرات فروانی شده‌است. به گفته منابع علمی، فرهنگ ویتنام از Nam Việt، پادشاهی باستانی قوم بایویی در آسیای شرقی سرچشمه گرفته‌است که دارای ویژگی‌های فرهنگ‌های چینی قوم هان و فرهنگ باستانی دونگ سان است، که یکی از مهمترین فرزندان فرهنگ بومی آن محسوب می‌شود، در دوران برنز Nam Việt در سال ۱۱۱ قبل از میلاد توسط چین ضمیمه شد و منجر به اولین سلطه چینی ویتنام شد که بیش از یک هزاره به طول انجامید و تأثیرات چینی‌ها را براساس ایدئولوژی، حاکمیت و هنرهای کنفوسیایی بر فرهنگ ویتنامی سوق داد.
پس از استقلال از چین در قرن ۱۰، سلسله‌های سلطنتی امپراتوری ویتنام شکوفا شدند و این کشور با گسترش به سمت جنوب قلمروهای تمدنهای چامپا و خمر را ضمیمه می‌کند، که منجر به تجمع فرهنگ امروزی ویتنام شده‌است. در طول استعمار فرانسه دوره ای در اواسط قرن ۱۹، فرهنگ ویتنامی جذب تأثیرات اروپا از جمله معماری، مذهب کاتولیک، و تصویب سیستم نوشتاری الفبای لاتین که به ایجاد الفبای ویتنامی شد و جایگزین نویسه‌های چینی گردید.
در دوره سوسیالیستی، فرهنگ ویتنامی با تبلیغات تحت کنترل دولت بود، که بر اهمیت تبادل فرهنگی با ملت‌های کمونیست مانند اتحاد جماهیر شوروی، چین و کوبا تأکید می‌کرد. به دنبال اصلاحات، ویتنام به‌طور مداوم تأثیرات مختلفی را از فرهنگ‌های آسیایی، اروپایی و آمریکایی به خود جذب کرده‌است. به عنوان بخشی از حوزه فرهنگی آسیای شرقی، فرهنگ ویتنامی ویژگی‌های خاصی از جمله عبادت اجداد، احترام به ارزش‌های جامعه و خانواده و اعتقاد مذهبی را شامل می‌شود. از نمادهای مهم فرهنگی می‌توان به اژدها، لاک پشت، لوتوس و بامبو در فرهنگ ویتنام اشاره کرد.

## دین و فلسفه

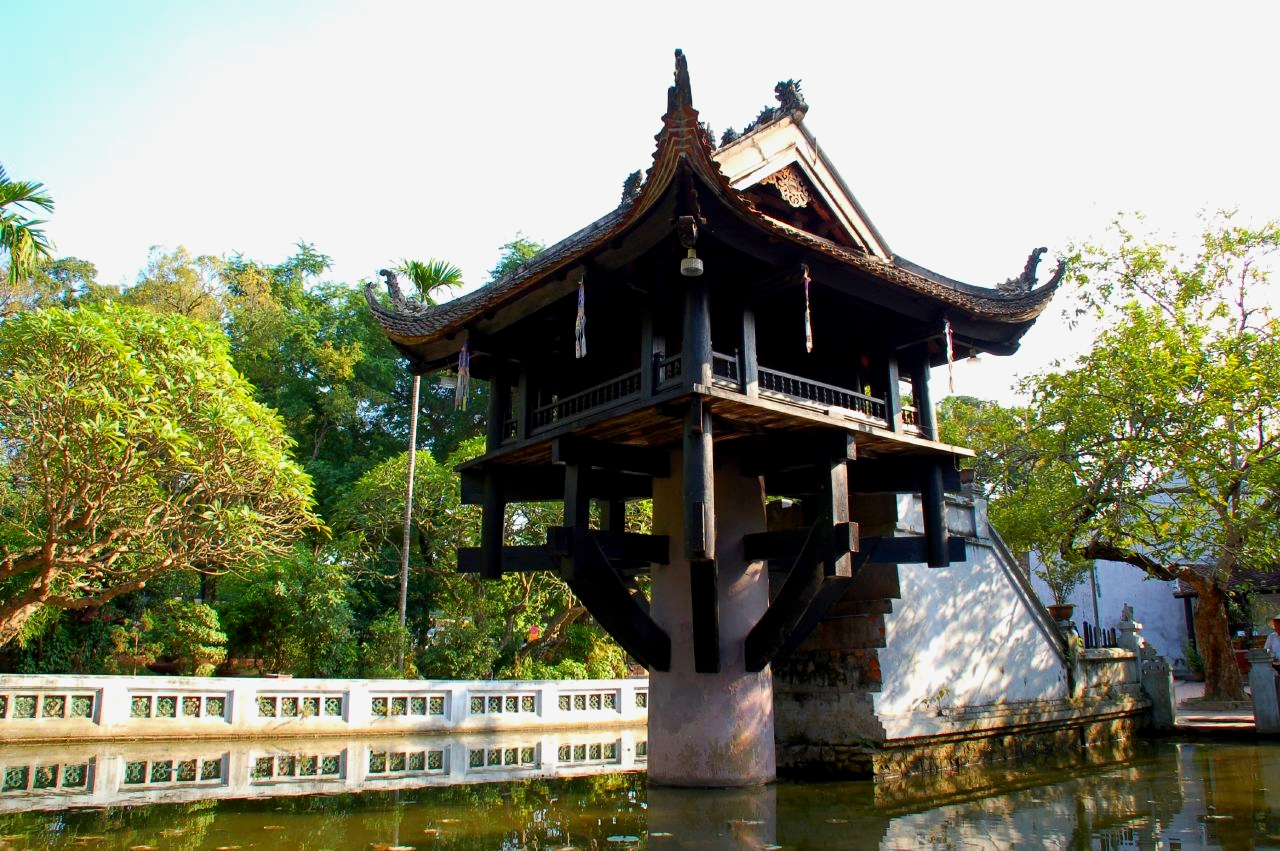
One Pillar Pagoda هانوی، یک معبد تاریخی بودایی

مذهب در ویتنام از لحاظ تاریخی عمدتاً توسط ترکیبی از مذاهب بودیسم، کنفوسیوس و تائوئیسم تعریف شده‌است که در ویتنام به عنوان تام گویو یا «دین سه گانه» شناخته می‌شود. کاتولیک در ویتنام مدرن نیز پیروانی دارد.

## ادبیات
ادبیات ویتنامی شامل دو مؤلفه اصلی است: ادبیات عامیانه و ادبیات مکتوب. این دو شکل به‌طور هم‌زمان توسعه یافته و بهم پیوسته هستند.
ادبیات عامیانه ویتنامی تأثیر عمیقی بر زندگی معنوی ویت گذاشت. ادبیات عامیانه با ستایش زیبایی، انسان گرایی و عشق به نیکی به شکل‌گیری هویت ملی ویتنام کمک کرده‌است. افسانه‌ها و اساطیر، داستان‌های طنز، آهنگ‌های عامیانه و اشعار حماسی از سر زندگی فوق‌العاده ای برخوردار بوده و تا به امروز حضور داشته‌اند.